# Милославський Євген Іванович
Милославський Євге́н Іва́нович ((14) 26 грудня 1877, Охтирка — 26 червня 1960, Харків) — професор, український інженер-транспортник, фахівець в галузі експлуатації автомобільного та залізничного транспорту.

## Біографія
Народився 1877 в Охтирці. Старший син місцевого купця Івана Миколайовича Милославського та його першої дружини Меланії Василівни (до шлюбу Колот).
Вищу освіту здобув у Інституті інженерів шляхів сполучення імені імператора Олександра І. Дипломований 29 червня 1901 з правом на чин колезького секретаря.
З 1901 року працював на залізниці, де обіймав різні керівні посади. У 1922 році перейшов до Держплану УСРР де працював завідуючим одним з відділів. З 1933 року завідувач кафедрою автомобільного транспорту Харківського автомобільно-дорожного інституту. У 1938 році отримав звання професора. Наступного року переїхав до Саратова, де працював викладачем у місцевому автомобільно-дорожному інституті. Повернувся до Харкова у 1946 році й знову став завідуючим кафедрою. У 1947—1950 роках паралельно був деканом автомобільного факультету. З 1955 року і до самої смерті професор кафедри експлуатації автомобільного транспорту.
Помер Євген Іванович Милославский 26 червня 1960 року. Похований на Другому міському кладовищі Харкова.

## Науковий доробок
Список найбільш важливих робіт згідно Енциклопедії сучасної України:
- Состояние шоссейных и грунтових дорог УССР и их восстановление. Х., 1924
- Анализ работы железных дорог Украины в 1921–25 гг. и перспективы развития. Х., 1926;
- Методика расчета пассажирооборота в городских и пригородных сообщениях. Х., 1937;
- Автомобильный транспорт в военных перевозках. Саратов, 1942;
- Проектирование и организация перевозок на автомагистралях. Х., 1947;
- Система движения на автомагистралях. Х., 1951.